# Tromsø IL
A Tromsø IL, teljes nevén Tromsø Idrettslag egy norvég labdarúgócsapat. A klubot 1920-ban alapították, székhelyük Tromsø városa. Jelenleg az első osztályban szerepelnek.

## Sikerek
- Eliteserien
  - Ezüstérmes (2): 1990, 2011

- Norvég Kupa
  - Győztes (2): 1986, 1996
  - Döntős (1): 2012

## Játékoskeret
2023. április 4. szerint.
| #  |     | Poszt | Név                                                      |
| -- | --- | ----- | -------------------------------------------------------- |
| 1  | DEN | K     | Jakob Haugaard                                           |
| 2  | NOR | V     | Oskar Opsahl                                             |
| 3  | NOR | V     | Jesper Robertsen                                         |
| 4  | NOR | V     | Jostein Gundersen                                        |
| 5  | NOR | V     | Anders Jenssen                                           |
| 7  | DEN | KP    | Felix Winther                                            |
| 8  | NOR | KP    | Kent-Are Antonsen                                        |
| 9  | ISL | CS    | Hilmir Rafn Mikaelsson (kölcsönben a Venezia csapatától) |
| 10 | NOR | KP    | Jakob Napoleon Romsaas                                   |
| 11 | NOR | KP    | Ruben Yttergård Jenssen                                  |
| 12 | CAN | K     | Simon Thomas                                             |
| 14 | NOR | V     | Tobias Vonheim Norbye                                    |
| 15 | NOR | CS    | Vegard Erlien                                            |
| 16 | FIN | V     | Miika Koskela                                            |

| #  |     | Poszt | Név                                         |
| -- | --- | ----- | ------------------------------------------- |
| 17 | NOR | CS    | Yaw Paintsil                                |
| 19 | DEN | V     | Niklas Vesterlund                           |
| 20 | NOR | V     | Casper Øyvann                               |
| 21 | NOR | CS    | Tobias Hafstad                              |
| 22 | NOR | KP    | Sakarias Opsahl                             |
| 23 | NOR | KP    | Runar Norheim                               |
| 24 | NOR | KP    | Daniel Bassi                                |
| 25 | NOR | KP    | Lasse Nilsen                                |
| 26 | SEN | V     | El Hadji Malick Diouf                       |
| 27 | NOR | CS    | Jens Hjertø-Dahl                            |
| 28 | FRA | V     | Christophe Psyché                           |
| 29 | GUI | CS    | Maï Traoré (kölcsönben a Viking csapatától) |
| 32 | NOR | K     | Marius Tollefsen                            |